# Пон (корейский клан)

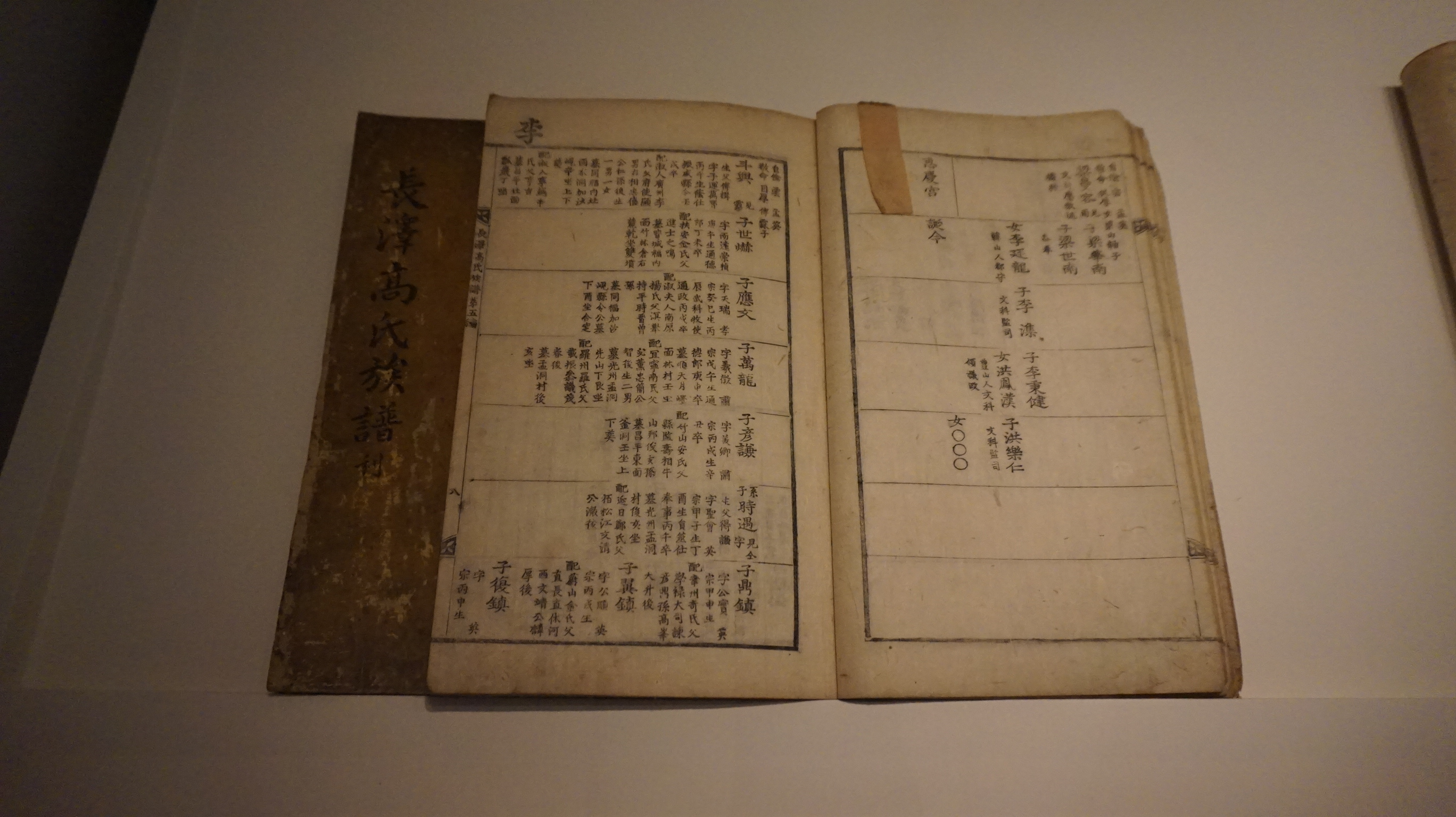
Генеалогия (чжокпо) клана Чантхэкго династии Чосон

Пон (бон, понква́н, бон-гван, бонгван, пой, бой; хангыль: 본관; ханча: 本貫) — родовой отличительный знак корейцев. Поскольку Корея традиционно была конфуцианской страной, эта клановая система схожа с древними китайскими различиями в названиях кланов — синь (姓) и в названиях родословной — ши (氏). С помощью бона можно различать кланы, у которых одинаковая фамилия.
Бон указывает на место (географическое название), из которого произошёл основатель клана (реальный или мифический).
Каждая корейская фамилия имеет свой бон (клан). Каждая фамилия имеет определённое число бонов. Корейский клан — это группа людей, восходящих к общему предку, которая определяется сочетанием фамилии и бона. Бон передаётся от отца к детям, и не меняется при женитьбе или усыновлении. Однако, при этом он не является частью личного имени корейца.
Бонгван используется для различения различных родов, которые имеют одинаковые фамилии. Например, Кёнджу Ким и Кимхэ Ким считаются разными кланами, хотя они имеют общую фамилию Ким. В данном случае Кёнджу и Кимхэ являются соответственно бонгванами этих кланов.
Различные фамилии, имеющие один и тот же бонгван, иногда связывают своё происхождение с общим предком по отцовской линии, то есть клан Кимхэ Ким и клан Кимхэ Хо имеют общего предка по отцовской линии — Суро, хотя такие случаи являются исключительными.
Согласно переписи населения в 2000 году, в Корее всего насчитывается 286 фамилий и 4179 кланов.

## Ограничения на брак и усыновление
Традиционно мужчина и женщина из одного клана не могли жениться, поэтому комбинация бон-гван и фамилии мужа должна была отличаться от фамилии жены. До 1997 года это правило было закреплено законом. В 1997 году Конституционный суд Республики Корея признал 809 статью Гражданского кодекса Республики Корея несоответствующей действующей конституции. В марте 2002 года Национальное собрание Республики Корея приняло поправку к статье (вступила в силу 31 марта 2005 года). Теперь в Южной Корее разрешены браки между однофамильцами и даже членами одного клана (запрещены только браки между близкими родственниками). Тесты ДНК заменили бон-гван как указание на происхождение.
При усыновлении ребёнка приёмный отец и приёмный ребёнок должны иметь одинаковую комбинацию бон-гван и фамилии. Однако усыновители могут изменить фамилию усыновлённого ребёнка в интересах усыновлённого ребёнка. В этом случае усыновители должны обратиться в суд по семейным делам, чтобы запросить разрешение на изменение фамилии.

## Список
| Название клана       | Хангыль   | Ханча     | Происхождение | Количество представителей клана в 2015 году |  |
| -------------------- | --------- | --------- | --- | ------------------------------------------- |  |
| Кимхэ Ким            | 김해 김씨 | 金海 金氏 | от Суро — легендарного основателя и первого правителя древнего корейского государства Кымгван Кая. После падения Кая в 562 году многие аристократы вошли в состав Силла. | 4,456,700                                   |  |
| Мирян Пак            | 밀양 박씨 | 密陽 朴氏 | от Хёккосе — монарха-основателя государства Силла. Все кланы Пак в Корее ведут своё происхождение от Хёккосе.                                                            | 3,103,942                                   |  |
| Чонджу Ли            | 전주 이씨 | 全州 李氏 | от Ли Хана (хангыль: 이한; ханча: 李翰) из Силла. | 2,631,643                                   |  |
| Кёнджу Ким           | 경주 김씨 | 慶州 金氏 | от Кима Альджи (хангыль: 김알지; ханча: 金閼智;) из Силла | 1,800,853                                   |  |
| Кёнджу Ли            | 경주 이씨 | 慶州 李氏 | | 1,391,867                                   |  |
| Чинджу Кан           | 진주 강씨 | 晉州 姜氏 | | 968,109                                     |  |
| Кёнджу Чхве          | 경주 최씨 | 慶州 崔氏 | | 945,005                                     |  |
| Квансан Ким          | 광산 김씨 | 光山 金氏 | | 926,316                                     |  |
| Папён Юн             | 파평 윤씨 | 坡平尹氏  | | 770,932                                     |  |
| Чхонджу Хан          | 청주 한씨 | 淸州 韓氏 | | 752,689                                     |  |
| Андон Квон           | 안동 권씨 | 安東 權氏 | | 696,317                                     |  |
| Индон Джан[уточнить] | 인동 장씨 | 仁同 張氏 | | 666,652                                     |  |
| Пёнсан Син           | 평산 신씨 | 平山申氏  | | 563,375                                     |  |
| Сунхын Ан            | 순흥 안씨 | 順興 安氏 | | 520,384                                     |  |
| Андон Ким            | 안동 김씨 | 安東 金氏 | | 519,719                                     |  |
| Намъян Хон           | 남양 홍씨 | 南陽 洪氏 | | 487,488                                     |  |
| Тоннэ Чон            | 동래 정씨 | 東萊 鄭氏 | | 474,506                                     |  |
| Хэджу О              | 해주 오씨 | 海州 吳氏 | | 462,704                                     |  |
| Чонджу Чхве          | 전주 최씨 | 全州 崔氏 | | 458,191                                     |  |
| Нампён Мун           | 남평 문씨 | 南平 文氏 | | 445,946                                     |  |
| Дальсон Со           | 달성 서씨 | 達城 徐氏 | | 407,431                                     |  |
| Чаннён Чо            | 창녕 조씨 | 昌寧 曺氏 | | 366,798                                     |  |
| Сувон Пэк            | 수원 백씨 | 水原 白氏 | | 354,428                                     |  |
| Кёнджу Чон           | 경주 정씨 | 慶州 鄭氏 | | 350,587                                     |  |
| Ханъян Чо            | 한양 조씨 | 漢陽 趙氏 | | 332,580                                     |  |
| Ёхын Мин             | 여흥 민씨 | 驪興 閔氏 | | 159,522                                     |  |
| Ёян Чин              | 여양 진씨 | 驪陽 陳氏 | | 110,403                                     |  |
| Токсу Ли             | 덕수 이씨 | 德水 李氏 | | 58,513                                      |  |